# Sudabeh Mortezai
Sudabeh Mortezai, née en 1968 à Ludwigsburg (Allemagne), est une réalisatrice et scénariste autrichienne.

## Filmographie partielle

### Au cinéma
- 2006 : Children of the Prophet (documentaire)
- 2009 : Im Bazar der Geschlechter (documentaire)
- 2014 : Le Petit Homme (Macondo)
- 2018 : Joy (de)
- 2023 : Europa

## Récompenses et distinctions
- (en) Sudabeh Mortezai: Awards, sur l'Internet Movie Database